# Freedom (álbum de Santana)
Freedom é o décimo quarto álbum de estúdio da banda americana Santana, lançado em fevereiro de 1987 e chegou a 95ª posição nas paradas da Billboard.

## Faixas
| N.º | Título                   | Música                         | Duração |  |
| 1.  | "Veracruz"               | Cohen, Miles, Rolie, Santana   | 4:23    |  |
| 2.  | "She Can't Let Go"       | Cohen Coster, Johnson, Lerios  | 4:45    |  |
| 3.  | "Once It's Gotcha"       | Cohen, Coster, Johnson         | 5:42    |  |
| 4.  | "Love Is You"            | Santana, Thompson              | 3:54    |  |
| 5.  | "Songs of Freedom"       | Coster, Miles, Santana         | 4:28    |  |
| 6.  | "Deeper, Dig Deeper"     | Crew, Miles, Santana, Thompson | 4:18    |  |
| 7.  | "Praise"                 | Crew, Miles, Santana, Thompson | 4:36    |  |
| 8.  | "Mandela"                | Peraza                         | 5:31    |  |
| 9.  | "Before We Go"           | Capaldi, Santana               | 3:54    |  |
| 10. | "Victim of Circumstance" | Crew, Miles, Rashid, Santana   | 5:21    |  |

## Formação
- Carlos Santana – guitarras, vocais
- Buddy Miles – vocais
- Alphonso Johnson – baixo
- Chester D. Thompson – teclados, sintetizadores
- David Sancious – teclados, sintetizadores
- Gregg Rolie – teclados, sintetizadores
- Tom Coster – teclados
- Graham Lear – bateria
- Armando Pereza – percussão, conga
- Orestes Vilató – percussão, tímbales
- Raul Rekow – percussã, conga, vocais

| Críticas profissionais        | Críticas profissionais |
| Avaliações da crítica         | Avaliações da crítica  |
| Fonte                         | Avaliação              |
| ----------------------------- | ---------------------- |
| Allmusic                      | [ 2 ]                  |
| Rolling Stone                 | (misto)                |
| The Rolling Stone Album Guide | [ 4 ]                  |